# 배은식
배은식은 여러 영화, 텔레비전 프로그램, 광고에서 조선민주주의인민공화국의 지도자 김정일 역을 맡은 대한민국 인천광역시에 거주하는 사람이다.
배은식은 김정일 국방위원장을 빼닮은 용모로 스타덤에 올랐다. 2000년 서울특별시에서 열린 남북정상 닮은꼴 이벤트에서 대상을 수상했다. 그는 코리아타임스에서 이와 같이 밝혔다: "2000년 정상회담 이후 남북 관계가 원만해졌을 때 여러 영화, 광고, 텔레비전 토크쇼, 미디어 인터뷰에 출연 제의를 받았다. 그러나 관계가 해이해졌을 때 나는 잊혀졌고 힘든 시간을 보냈다."